# Sokol Altius
El Sokol Altius (también Altair) es un vehículo aéreo de combate no tripulado de origen ruso de altitud media y gran autonomía desarrollado por OKB Sokol (anteriormente conocido como Simonov Design Bureau) y Tranzas para realizar misiones de reconocimiento, ataque y ataque electrónico en nombre de las Fuerzas Aeroespaciales Rusas y la Marina rusa. El programa comenzó en 2011 y hasta el momento se han construido 3 prototipos.
El Altius es comparable a las capacidades de ataque y reconocimiento de los UAV MQ-9 Reaper y RQ-4 Global Hawk fabricados en Estados Unidos.